# Лейк-Пітерсбург (Іллінойс)
Лейк-Пітерсбург (англ. Lake Petersburg) — переписна місцевість (CDP) в США, в окрузі Менард штату Іллінойс. Населення — 740 осіб (2020).

## Географія
Лейк-Пітерсбург розташований за координатами 39°58′58″ пн. ш. 89°52′1″ зх. д. / 39.98278° пн. ш. 89.86694° зх. д. (39.982744, -89.867072).  За даними Бюро перепису населення США в 2010 році переписна місцевість мала площу 5,28 км², з яких 4,57 км² — суходіл та 0,71 км² — водойми.

## Демографія
Згідно з переписом 2010 року, у переписній місцевості мешкало 719 осіб у 329 домогосподарствах у складі 257 родин. Густота населення становила 136 осіб/км².  Було 387 помешкань (73/км²).
Расовий склад населення:
| - 98,3 % — білих - 0,7 % — чорних або афроамериканців - 0,4 % — корінних американців - 0,1 % — азіатів |

До двох чи більше рас належало 0,0 %. Частка іспаномовних становила 1,1 % від усіх жителів.
За віковим діапазоном населення розподілялося таким чином: 12,7 % — особи молодші 18 років, 58,2 % — особи у віці 18—64 років, 29,1 % — особи у віці 65 років та старші. Медіана віку мешканця становила 56,2 року. На 100 осіб жіночої статі у переписній місцевості припадало 97,0 чоловіків;  на 100 жінок у віці від 18 років та старших — 96,9 чоловіків також старших 18 років.
Середній дохід на одне домашнє господарство  становив 78 994 долари США (медіана — 76 513), а середній дохід на одну сім'ю — 109 626 доларів (медіана — 105 729). За межею бідності перебувало 10,4 % осіб, у тому числі 0,0 % дітей у віці до 18 років та 21,7 % осіб у віці 65 років та старших.
Цивільне працевлаштоване населення становило 286 осіб. Основні галузі зайнятості: освіта, охорона здоров'я та соціальна допомога — 31,1 %, публічна адміністрація — 19,9 %, фінанси, страхування та нерухомість — 11,5 %, роздрібна торгівля — 6,3 %.